# Amis jezik
Amis jezik (ami, amia, bakurut, lam-si-hoan, maran, pagcah, pangcah, pangtsah, sabari, tanah; ISO 639-3: ami), jedan od dva jezika centralne podskupine istočnoformoških jezika, kojim govori 138 000 ljudi (2002 Council of Indigenous Peoples, Executive Yuan, ROC) između Hualiena i Taitunga i istočnoj obali Tajvana.
Postoji nekoliko dijalekata: centralni amis (haian ami, hsiukulan ami), tavalong-vataan (kwangfu, kuangfu), južni amis (peinan, hengch’un amis, taitung), chengkung-kwangshan, sjeverni amis (nanshi amis, koji uključuje i Nataoran Amis).
Sami sebe nazivaju Amis; ime ami je kinesko. Služe se i japanskim [jpn] i mandarinskim.

## Dijalekti

### Nataoran Amis
Nataoran Amis (nataoran, natawran, tauran; ISO 639-3: ais) je gotovo izumrli dijalekt istočnoformoške skupine, austronezijska porodica, iz tajvanskog okruga Hualien i sjeverno od Fenglina.
5 govornika (2000 S. Wurm). Postojalo je više dijalekata: nataoran, sakizaya (sakiray, sakiraya), kaliyawan (kaliyuawan), natawran, cikosowan, pokpok i ridaw. Pripadnici plemena Sakizaya 1878. prisilno su preseljeni među ostale Ami skupine.

## Vanjske poveznice
- Ethnologue (14th)
- Ethnologue (15th)